# Prix Lucette-Moreau
Le prix Lucette-Moreau est un prix de l'Académie française annuel de poésie, créé en 2021. Il s'agit donc de l'un des huit prix décernés par la Compagnie et l'un des six décernés annuellement, le prix Maïse-Ploquin-Caunan étant biennal et le prix Sivet quinquennal.
Lucette Moreau, à qui le prix est dédié, est une poétesse née le 29 décembre 1925 à Buzancy dans l'Aisne, près de Soissons. Elle a été membre de plusieurs jurys littéraires, et présidente du grand prix littéraire de la société académique Arts-Sciences-Lettres,.

## Liste des lauréats

### Années 2020
- 2024 : Guillaume Decourt pour Lundi propre[4]